# Samuel L. Rothafel

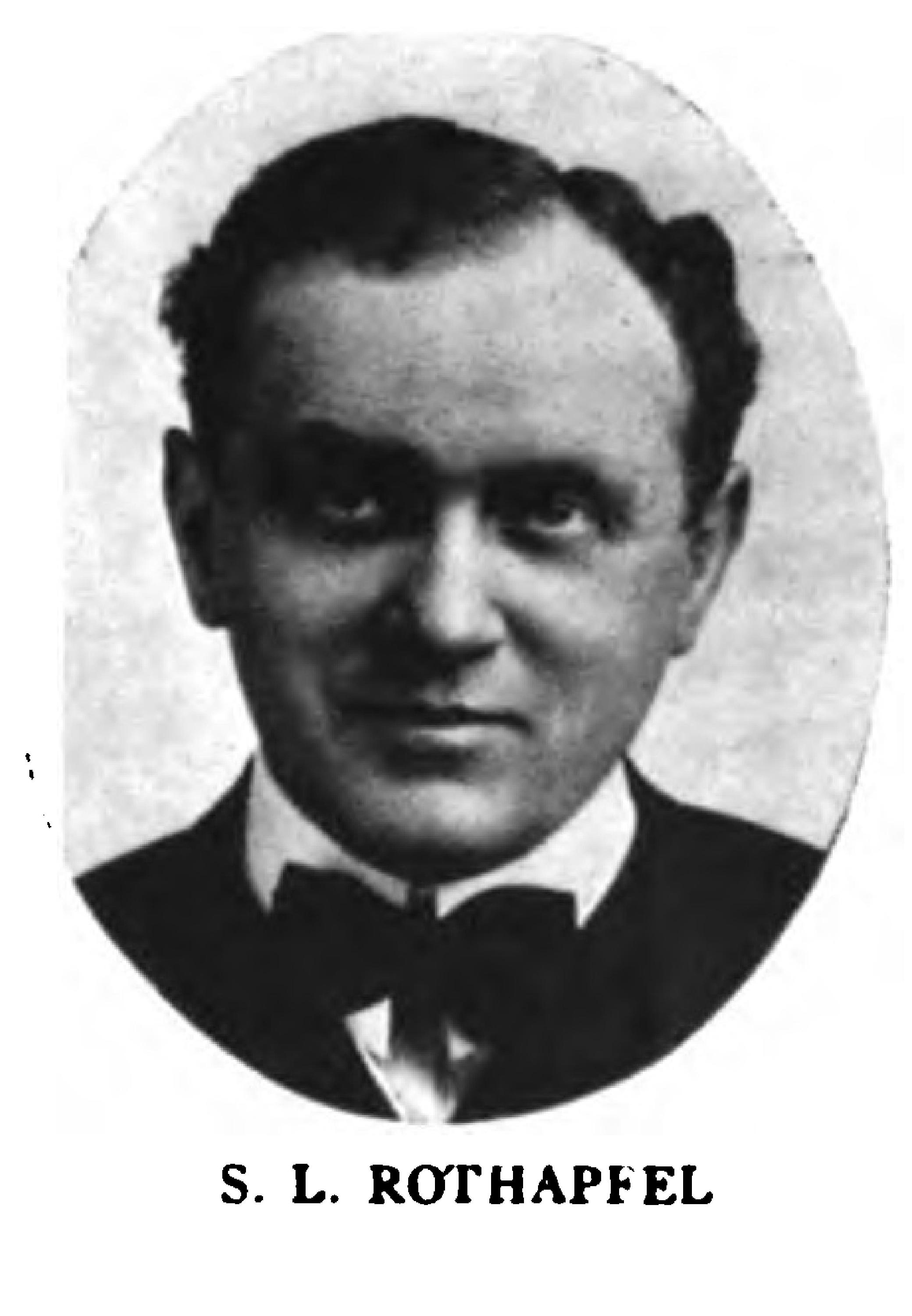
Rothafel, 1914

Samuel Lionel „Roxy“ Rothafel (* 9. Juli 1882 in Bromberg, Provinz Posen, Königreich Preußen; † 13. Januar 1936 in New York City, New York) war ein Manager und Impresario der Stummfilmpaläste New Yorks.

## Leben
Samuel Rothafel wurde unter dem Namen Rothapfel in Bromberg als Sohn von Cecelia Schwerzens und Gustav Rothapfel geboren. Als er drei Jahre alt war, wanderten seine Eltern mit ihm über Hamburg per Schiff in die USA aus, wo sie am 24. Mai 1886 im Hafen von New York ankamen. Anschließend ließen sie sich in Stillwater, Minnesota nieder.
Samuel L. Rothafel war unter anderem Manager des Strand, des Rialto, des Rivoli, des Capitol und des nach seinem Spitznamen benannten Roxy Theatre. 1932 wechselte er mit dem Großteil des künstlerischen Personals zur neu eröffneten Radio City Music Hall. Seine Girlstruppe, die Roxyettes, musste deshalb in Rockettes umbenannt werden.
Mitchell Marks von Rothafel ab 1914 gemanagtes Mark Strand Theater war der erste „Filmpalast“ in New York City.
Rothafel führte viele Innovationen der Stummfilmzeit ein, etwa die dem Geschehen auf der Leinwand angepasste Orchestermusik und die Mehrprojektorenprojektion, um Unterbrechungen durch den Filmspulenwechsel zu vermeiden.